# Yes, And?
"Yes, And?" (nhan đề gốc là yes, and?) là một bài hát được thu âm bởi nữ ca sĩ kiêm nhạc sĩ người Mỹ Ariana Grande, bài hát được coi là đĩa đơn chủ đạo trong album phòng thu thứ bảy của nữ ca sĩ, Eternal Sunshine. Ca khúc do chính Grande, Max Martin và Ilya Salmanzadeh đồng sáng tác và sản xuất. Bài hát được phát hành dưới dạng đĩa đơn đầu tiên của album vào ngày 12 tháng 1 năm 2024. "Yes, And?" là bài hát có nhịp độ nhanh được kết hợp từ hai thể loại nhạc pop và nhạc house.

## Đánh giá chuyên môn
Ariana

## Định dạng bài hát
Tải kĩ thuật số / phát trực tuyến
1. "Yes, And?" (hiệu đỉnh mở rộng) – 5:08
2. "Yes, And?" (hiệu đỉnh nhạc cụ mở rộng) – 5:08
3. "Yes, And?" (trình diễn nhạc cụ) – 3:34

## Bảng xếp hạng
| Bảng xếp hạng (2024)                          | Vị trí cao nhất |
| --------------------------------------------- | --------------- |
| Argentina (Argentina Hot 100)                 | 61              |
| Australia (ARIA)                              | 2               |
| Áo (Ö3 Austria Top 40)                        | 3               |
| Bỉ (Ultratop 50 Flanders)                     | 6               |
| Bỉ (Ultratop 50 Wallonia)                     | 14              |
| Brazil (Brasil Hot 100)                       | 13              |
| Canada (Canadian Hot 100)                     | 1               |
| Canada AC (Billboard)                         | 23              |
| Canada CHR/Top 40 (Billboard)                 | 13              |
| Canada Hot AC (Billboard)                     | 19              |
| CIS (Tophit)                                  | 42              |
| Croatia (HRT)                                 | 33              |
| Cộng hòa Séc (Singles Digitál Top 100)        | 17              |
| Denmark (Tracklisten)                         | 9               |
| Phần Lan (Suomen virallinen lista)            | 20              |
| France (SNEP)                                 | 4               |
| Đức (GfK)                                     | 8               |
| Thế giới Global 200 (Billboard)               | 1               |
| Greece International (IFPI)                   | 1               |
| Hong Kong (Billboard)                         | 14              |
| Hungary (Single Top 40)                       | 13              |
| Iceland (Plötutíðindi)                        | 7               |
| India International Singles (IMI)             | 18              |
| Ireland (IRMA)                                | 2               |
| Italy (FIMI)                                  | 19              |
| Nhật Bản (Japan Hot 100)                      | 35              |
| Latvia (EHR)                                  | 24              |
| Latvia (LAIPA)                                | 1               |
| Latvia Airplay (LAIPA)                        | 4               |
| Lithuania (AGATA)                             | 1               |
| Luxembourg (Billboard)                        | 5               |
| Malaysia International (RIM)                  | 2               |
| MENA (IFPI)                                   | 4               |
| Mexico (Billboard)                            | 4               |
| Hà Lan (Dutch Top 40)                         | 5               |
| Hà Lan (Single Top 100)                       | 2               |
| New Zealand (Recorded Music NZ)               | 3               |
| Nigeria (TurnTable Top 100)                   | 87              |
| Norway (VG-lista)                             | 4               |
| Peru (Billboard)                              | 17              |
| Philippines (Billboard)                       | 2               |
| Poland (Polish Streaming Top 100)             | 6               |
| Bồ Đào Nha (AFP)                              | 2               |
| Romania (Billboard)                           | 14              |
| Russia Airplay (TopHit)                       | 120             |
| Saudi Arabia (IFPI)                           | 10              |
| Singapore (RIAS)                              | 1               |
| Slovakia (Rádio Top 100)                      | 41              |
| Slovakia (Singles Digitál Top 100)            | 10              |
| South Africa (Billboard)                      | 17              |
| South Korea (Circle)                          | 130             |
| Spain (PROMUSICAE)                            | 13              |
| Sweden (Sverigetopplistan)                    | 6               |
| Thụy Sĩ (Schweizer Hitparade)                 | 1               |
| Taiwan (Billboard)                            | 16              |
| UAE (IFPI)                                    | 1               |
| Anh Quốc (OCC)                                | 2               |
| Hoa Kỳ Billboard Hot 100                      | 1               |
| Hoa Kỳ Adult Contemporary (Billboard)         | 29              |
| Hoa Kỳ Adult Pop Airplay (Billboard)          | 12              |
| Hoa Kỳ Hot Dance/Electronic Songs (Billboard) | 1               |
| Hoa Kỳ Pop Airplay (Billboard)                | 13              |
| Hoa Kỳ Rhythmic (Billboard)                   | 28              |

## Lịch sử phát hành
| Khu vực  | Ngày phát hành      | Định dạng                       | Hãng đĩa | Nguồn  |
| -------- | ------------------- | ------------------------------- | -------- | ------ |
| Toàn cầu | 12 tháng 1 năm 2024 | Tải kỹ thuật số phát trực tuyến | Republic | [ 64 ] |
| Hoa Kỳ   | 15 tháng 1 năm 2024 | CD                              | Republic | [ 65 ] |
| Anh Quốc | 15 tháng 1 năm 2024 | CD                              | Island   | [ 66 ] |